# Benedetta Carlini
Benedetta Carlini (1591–1661) va ser una monja mística lesbiana que va viure a la Itàlia de la Contrareforma durant els segles XVI i XVII. Judith Brown va relatar la seva vida a Immodest Acts (Actes impúdics, 1986), explicant els esdeveniments que la van portar a ser d'importància per als historiadors de l'espiritualitat femenina i del lesbianisme.
La vida de Sor Benedetta va sortir de l'oblit gràcies a la historiadora Judith C. Brown, que s'estava documentant en l'Arxiu de l'Estat de Florència sobre la història econòmica i social de Pescia, Itàlia, quan alguna cosa va cridar la seva atenció: repassant les entrades de l'inventari d'una col·lecció anomenada Miscellanea Medicea va llegir: "cas d'una monja de Pescia que afirmava ser objecte d'esdeveniments miraculosos, però que després de la recerca va resultar ser dona de mala reputació". És el primer cas documentat de lesbianisme a occident.

## Vida
Benedetta Carlini va néixer en una família de classe mitjana italiana, que va poder comprar-li una plaça en el Convent de la Mare de Déu a Pescia, fet que li va permetre dur una vida confortable.
Els seus pares la van portar a nou anys al convent de les monges teatines, també conegudes com a monges de Santa Maria Pescia.
Als trenta anys, Benedetta va ser nomenada abadessa, però va començar a tenir una sèrie de visions en les quals homes tractaven de matar-la. Temoroses que Benedetta estigués endimoniada, les altres monges la van assignar a la seva cel·la. Les visions més terribles van cessar, però va seguir tenint visions sobrenaturals.
Les visions van arribar a oïdes del papa, lliurat a la Contrareforma i determinat a silenciar els místics potencialment perillosos si mostraven signes d'espiritualitat independent o herètica.
No obstant això, la credibilitat de Sor Benedetta va començar a qüestionar-se en organitzar una cerimònia teatral en la qual va contreure matrimoni amb Crist davant totes les monges del convent. En el transcurs de les noces, una Benedetta transformada en Jesús va impartir un llarg sermó sobre la seva superioritat i va convidar a castigar a aquelles monges que no l'obeïssin. "Així doncs vull, núvia meva, que siguis l'emperadriu de totes les monges", va dir Benedetta-Jesús, i va afegir que fins i tot el Gran Duc de Toscana hauria d'estar informat de la seva grandesa. Tot això va fer que algunes monges denunciessin la seva mala administració i fins i tot l'acusessin d'haver-se practicat ella mateixa els estigmes amb les seves pròpies mans.
Tot i que van visitar tres o quatre vegades a Benedetta, no va ser fins que van interrogar a la germana Bartolomea que van descobrir que Benedetta i Bartolomea eren amants. Segons el relat de Bartolomea, la germana Benedetta l'obligava a fer l'amor amb ella i ambdues experimentaven les epifanies místiques que la germana Benedetta descrivia.
D'acord amb Brown, és possible que no fos tant el lesbianisme de Benedetta el que la va portar a la caiguda i el tancament sinó el seu egotisme. La confessió de Bartolomea va ser suficient perquè Benedetta fos desposseïda de la seva posició d'abadessa i mantinguda sota arrest els 35 anys restants de la seva vida. La seva antiga amant, la germana Bartolomea, havia mort un any abans, l'any 1660.
El cas de Sor Benedetta no és aïllat. A l'Edat Mitjana, conscients de l'existència d'una sexualitat lesbiana, alguns dirigents eclesiàstics es van esforçar per frenar-la en les comunitats monàstiques. Les monges solien ser filles de famílies de classe mitjana i patrícies, generalment sense cap vocació religiosa, que eren recloses en els convents perquè a part del matrimoni era l'únic camí en la vida al que podien optar i a més tenia un cost bastant inferior (la quarta part del que es pagava per un bon matrimoni).

## Interpretacions alternatives
E. Ann Matter, una teòloga feminista, té un punt de vista alternatiu del cas de Benedetta Carlini, que va exposar en una contribució al Journal of Homosexuality el 1990. Va comparar i contrastar els relats autobiogràfics de Benedetta Carlini i una altra mística catòlica italiana del segle xvii, Maria Domitilla Galluzzi de Pavia. Ambdues, Carlini i Galluzi, es designaven a si mateixes com a visionàries i eren molt respectades, tant per la comunitat religiosa com per la secular, però ambdues eren vistes amb desconfiança i estretament vigilades per la jerarquia de l'Església. Els registres del judici a Benedetta Carlini relaten els contactes sexuals esmentats amb Bartolomea, mentre que Maria Domitilla Galluzzi sembla que no va tenir experiències sexuals dins de la seva mística. Matter es pregunta en l'article si els estudiosos hauran caigut en la temptació de simplement traslladar la mateixa forma d'entendre's en el context actual a situacions històriques. “Monja lesbiana” pot veure's com una descripció simplista i, juntament amb Maria Galluzzi, la sexualitat de Benedetta Carlini pot interpretar-se com una connexió orgànica molt elaborada entre l'espiritual i el sexual.
Com assenyala Brown, el misticisme i èxtasi de Sor Benedetta li haurien suposat grans honors un segle abans, fins i tot potser la santedat. No obstant això, va viure en una època en la qual la institució religiosa volia acabar amb qualsevol forma de superstició.